# Gora Mozhajskogo
Gora Mozhajskogo är ett berg i Antarktis. Det ligger i Östantarktis. Australien gör anspråk på området. Toppen på Gora Mozhajskogo är 1 016 meter över havet.
Terrängen runt Gora Mozhajskogo är bergig. Trakten är obefolkad. Det finns inga samhällen i närheten.